# ماسیمیلیانو مادالونی
ماسیمیلیانو مادالونی (انگلیسی: Massimiliano Maddaloni؛ زادهٔ ۲۲ ژوئن ۱۹۶۶) بازیکن فوتبال اهل ایتالیا است.
از باشگاه‌هایی که در آن بازی کرده‌است می‌توان به باشگاه فوتبال ناپولی اشاره کرد.